# Alan McGee
Pour les articles homonymes, voir McGee.
Alan McGee, né le 29 septembre 1960 est directeur de création et manager du label musical Creation Records.
Il a notamment signé les groupes suivants :
- My Bloody Valentine
- The Jesus and Mary Chain
- Primal Scream
- The Others (sur le label Poptones, nouveau label fondé par Alan McGee)
- Teenage Fanclub
- Ride
- Oasis
- The House of Love
- The Libertines
- the Boo Radleys

Pendant les années 1980, Alan McGee a formé son propre groupe, Biff Bang Pow!, dont le nom est inspiré d'un titre de The Creation. Les disques du groupe sont sortis sur son propre label.